# Table d'orientation
Pour les articles homonymes, voir Table (homonymie).
Une table d'orientation  est une petite construction à vocation touristique permettant à ses utilisateurs d'identifier les éléments caractéristiques du panorama qui leur fait face depuis le point de vue panoramique où ils se trouvent. Généralement construite en pierre et couverte d'une plaque d'émail sur laquelle a été peint le paysage avoisinant, elle est particulièrement fréquente en montagne.
De nombreuses tables ont été réalisées en lave de Volvic notamment par l'entreprise Saint-Martin-près-Riom à Mozac en Auvergne dès le début du XXe siècle pour le compte du Touring club de France.

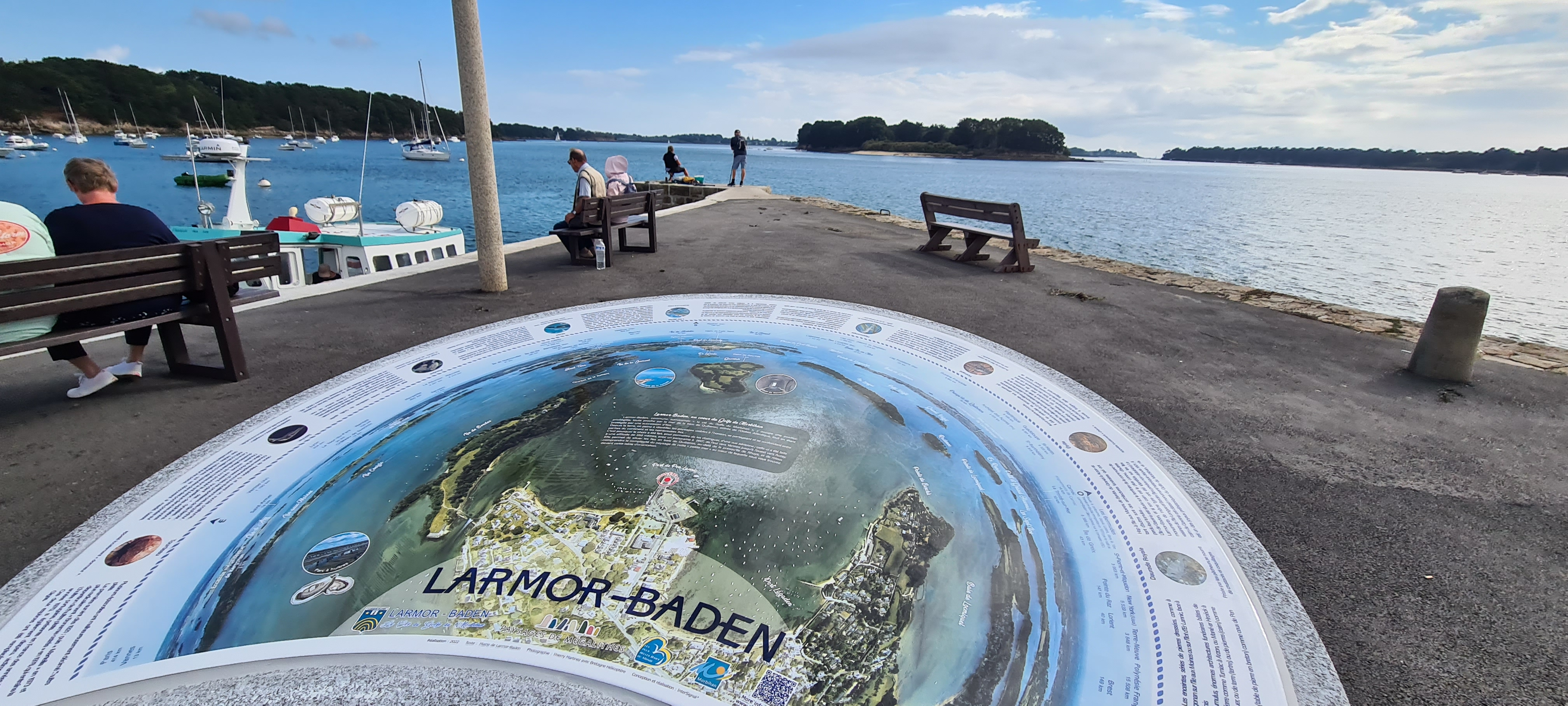
Table d'orientation de Larmor-Baden (Morbihan) - Mobilier en granit - Panneau en lave émaillée - Décor sérigraphie quadrichromie.
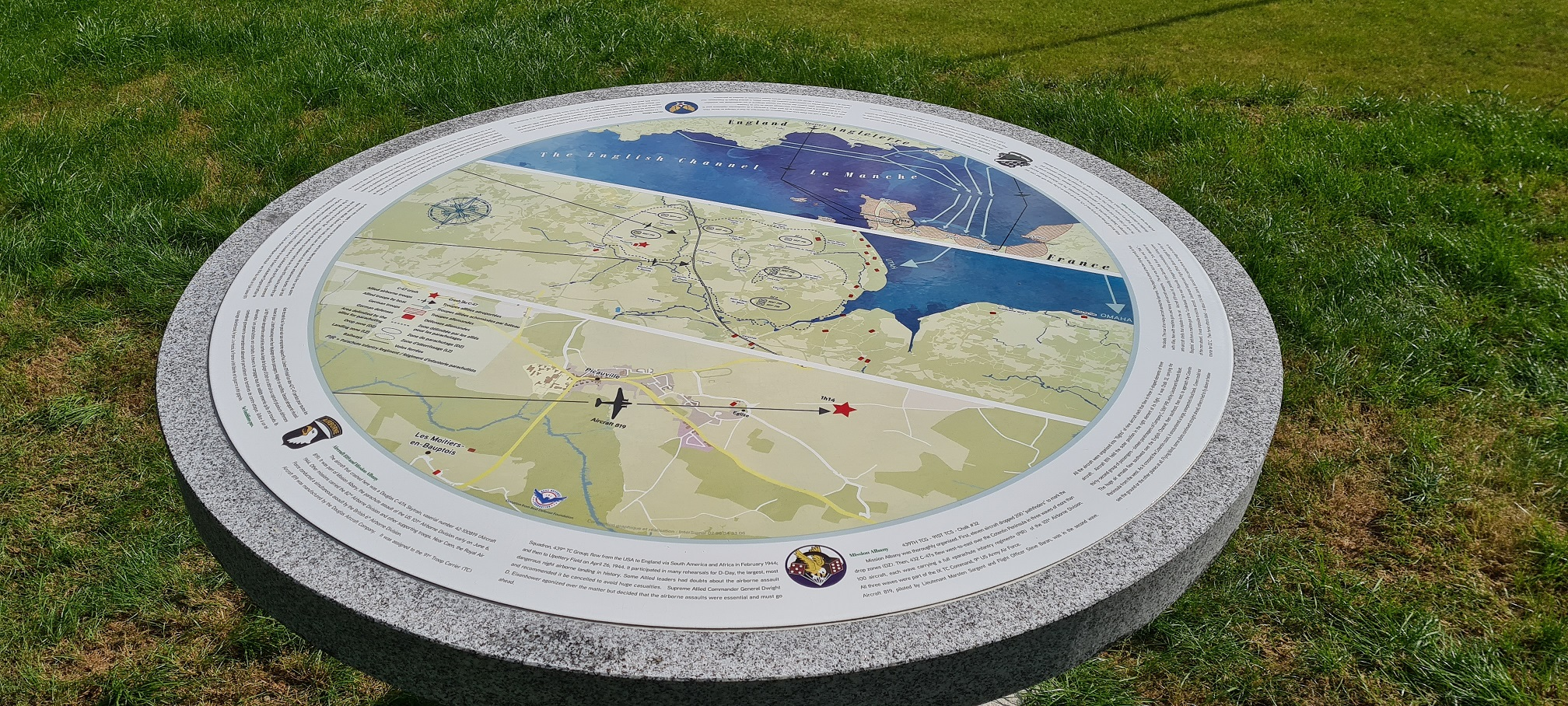
Table d'orientation de Picauville (Manche) - Mobilier en granit - Panneau en lave émaillée - Décor sérigraphie quadrichromie.
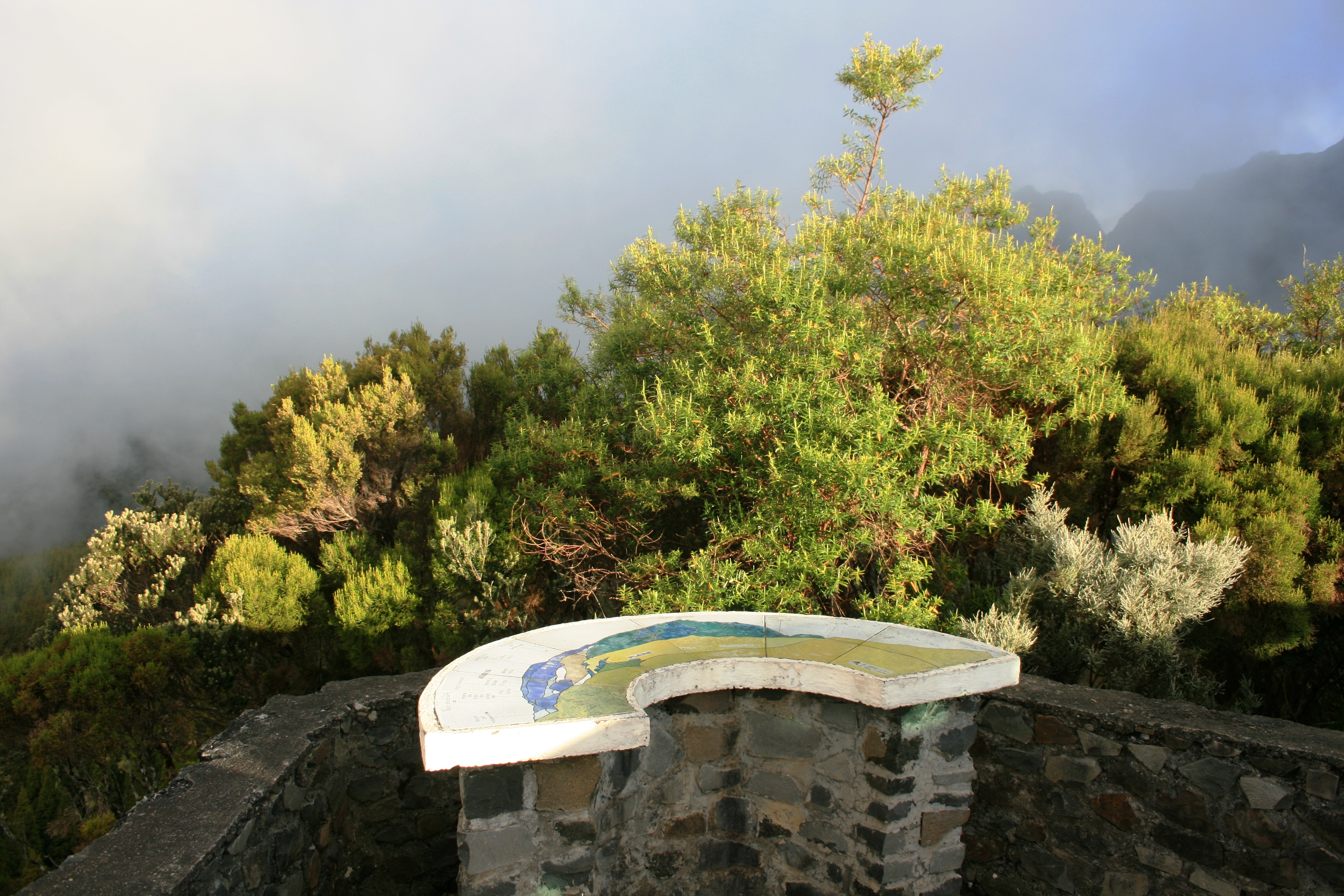
Une table d'orientation face à un paysage ennuagé des Hauts de La Réunion, France.
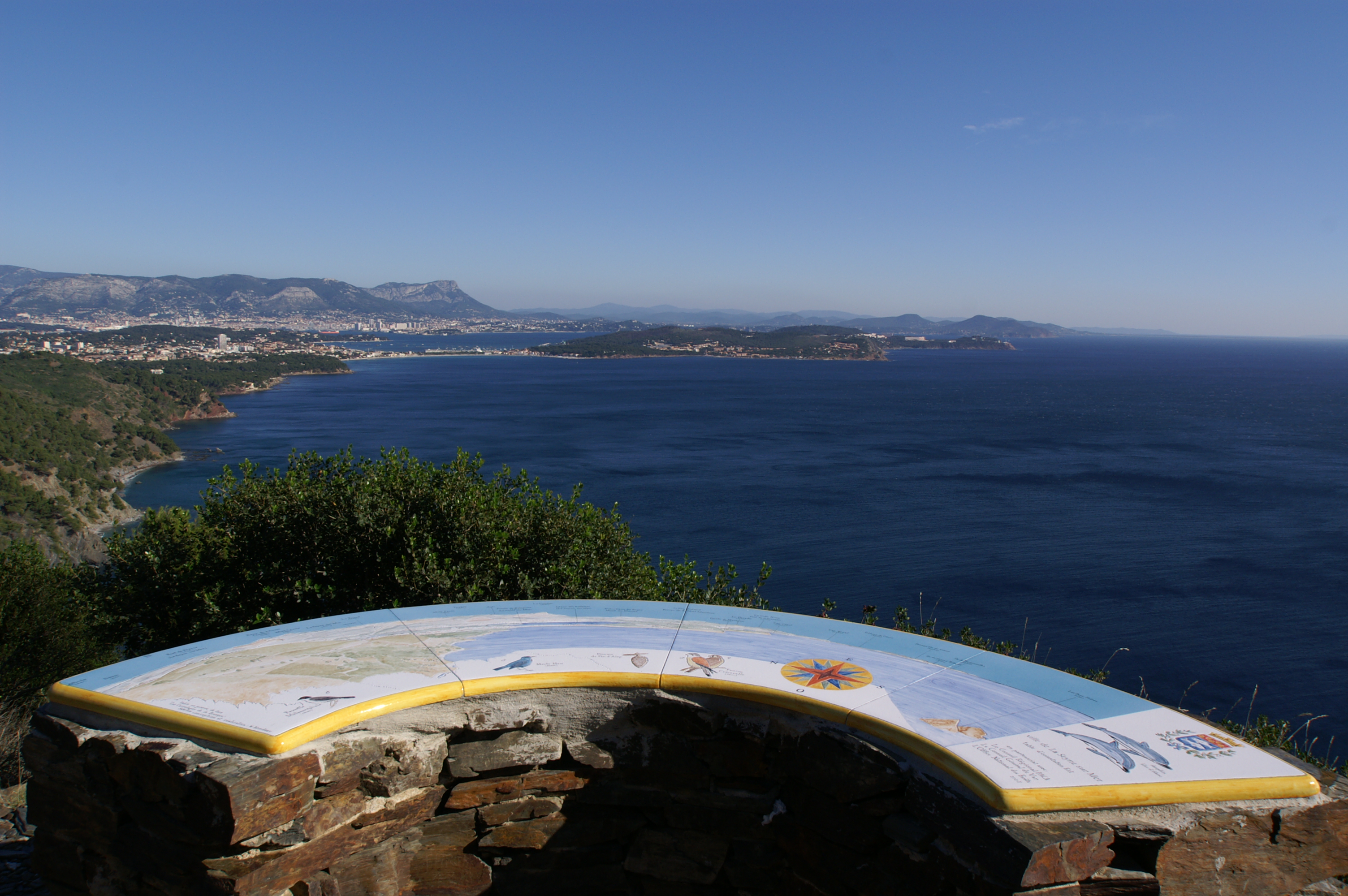
Table d'orientation de la colline du Cap Sicié donnant sur la Méditerranée, La Seyne-sur-Mer, Var, France.
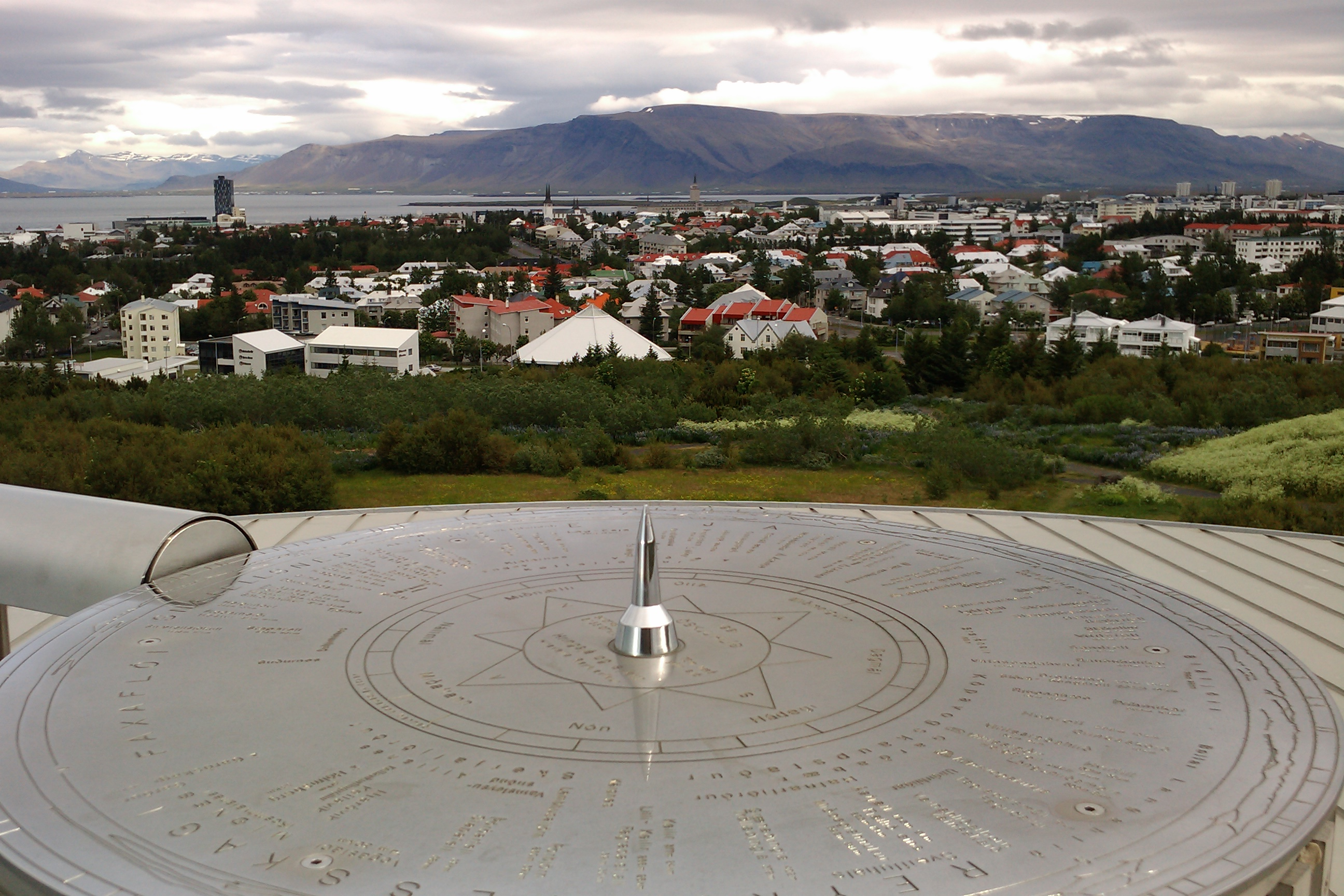
La table d'orientation de la terrasse du Perlan se présente sous la forme d'un compas, Reykjavik, Islande.
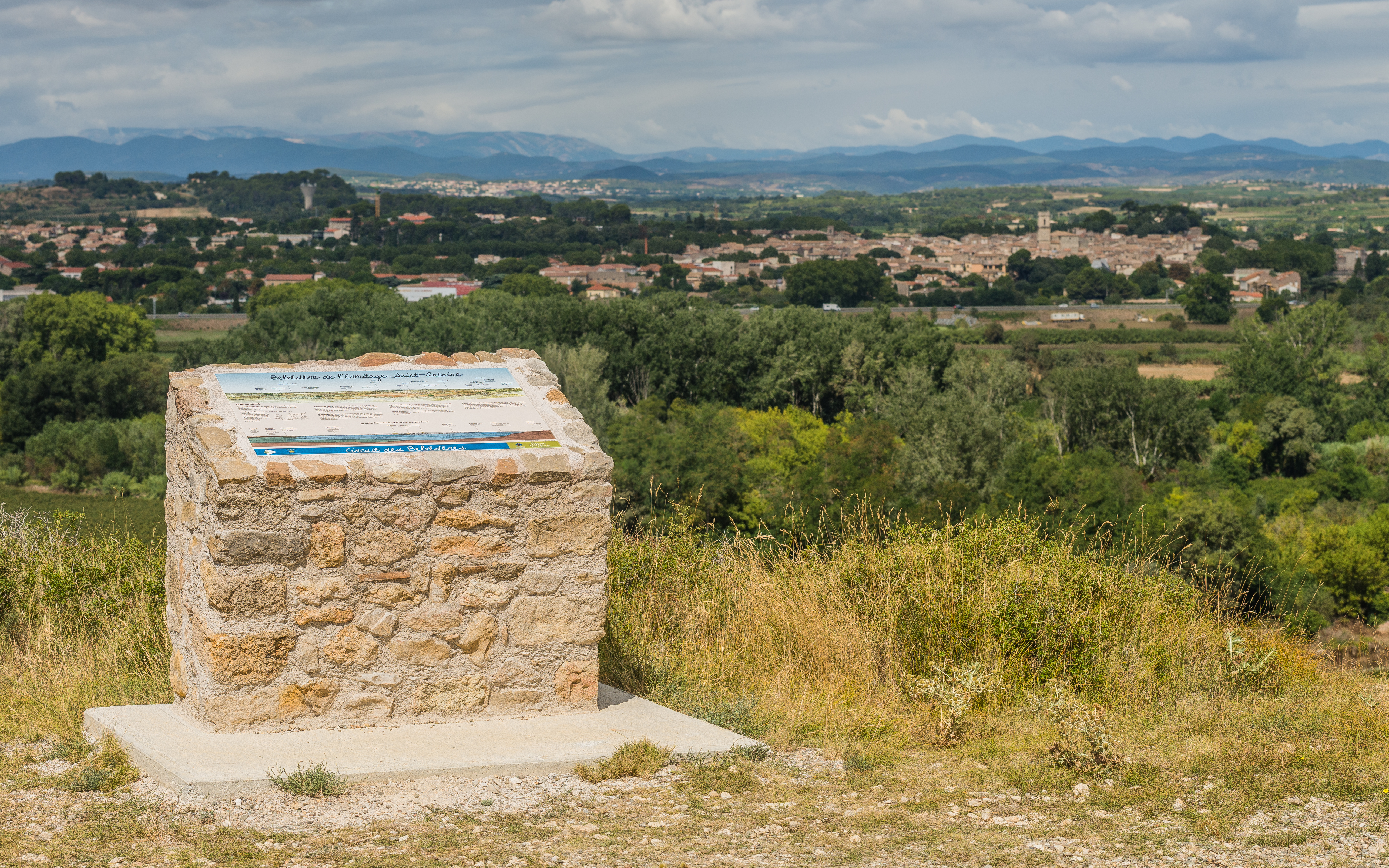
Table d'orientation dominant le village de Pézenas. Castelnau-de-Guers, Hérault, France.
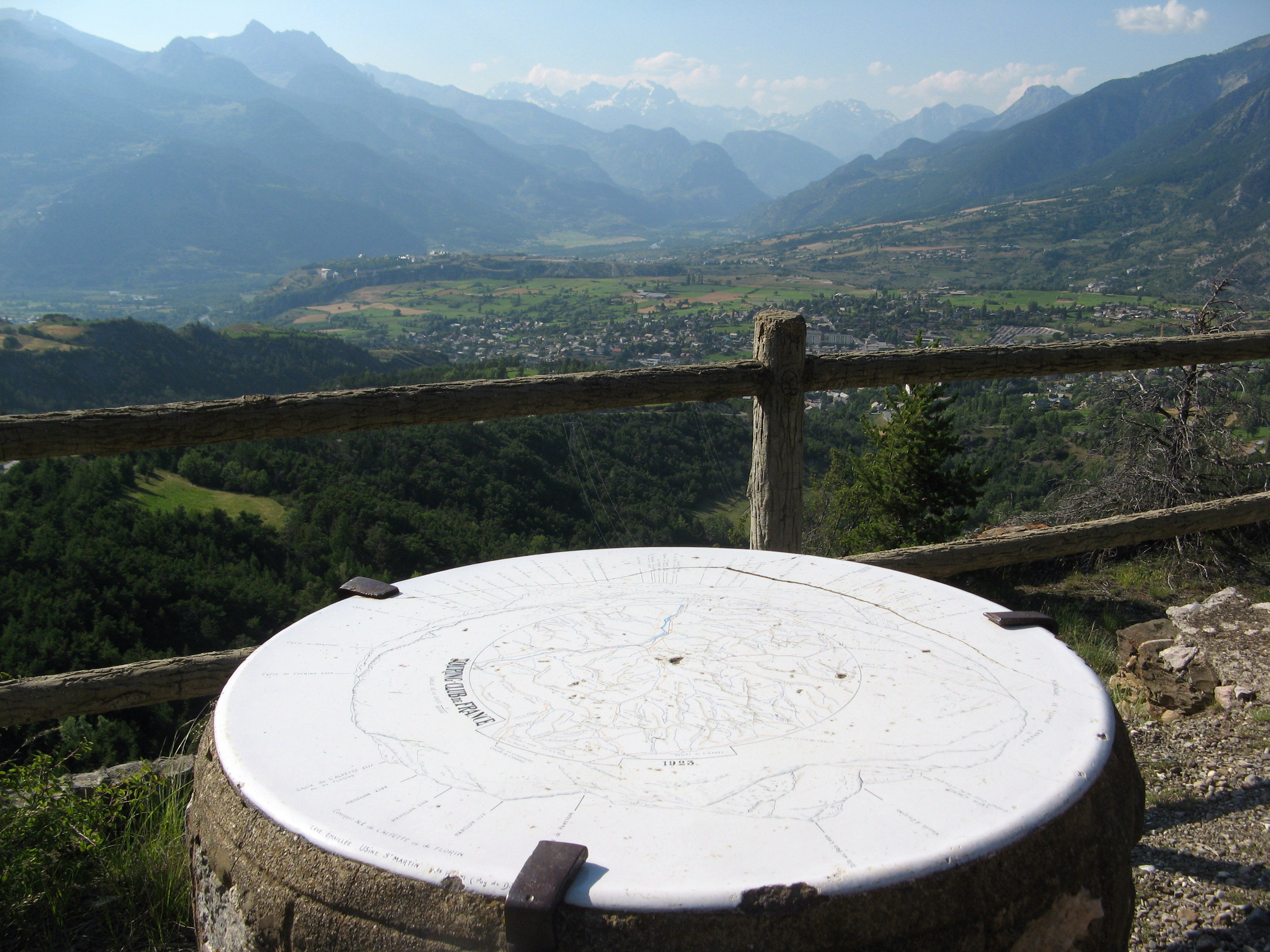
Table d'orientation de Peyre-Haute placée en 1923 par le TCF, Guillestre, Hautes-Alpes, France.
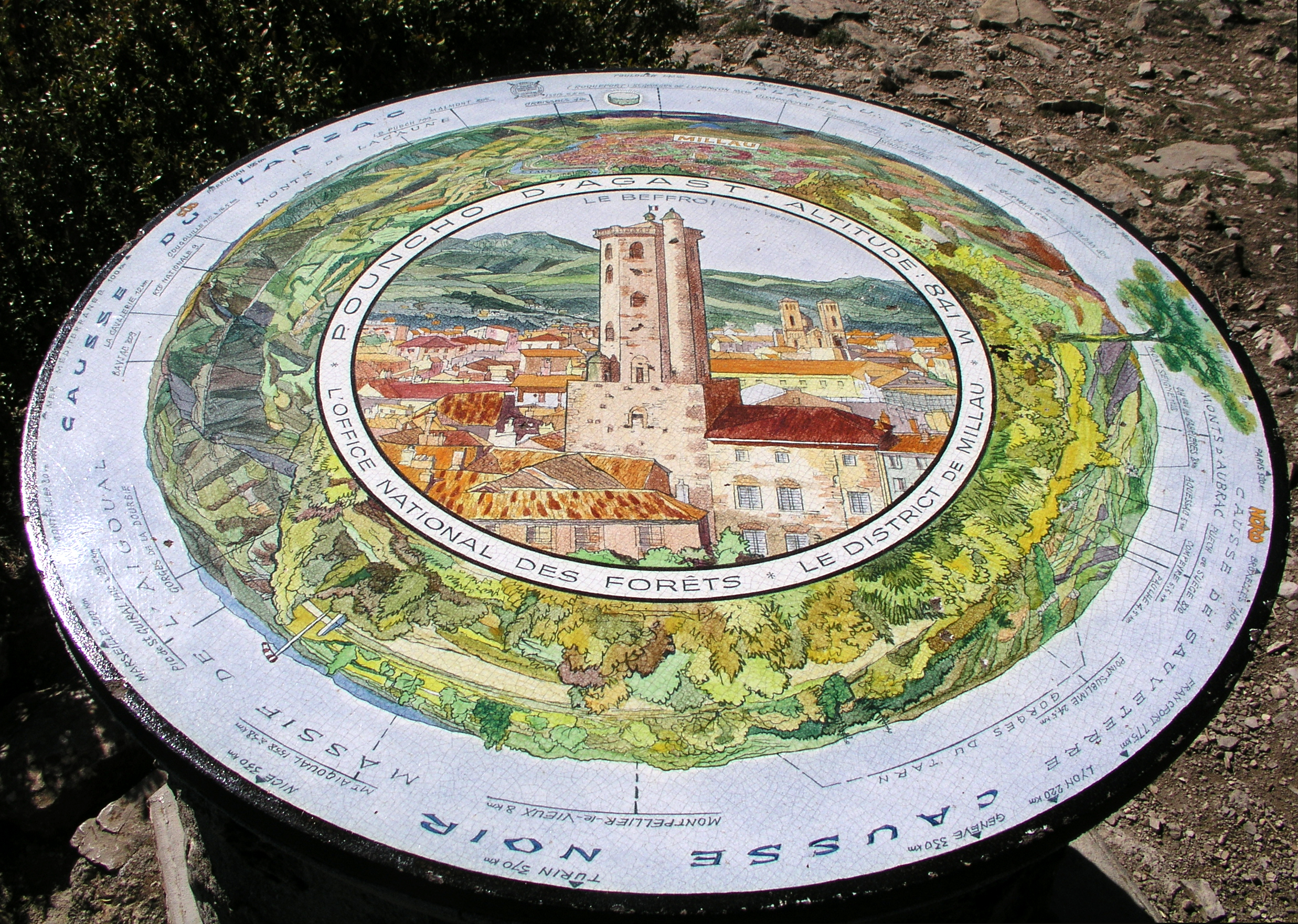
Table d'orientation de la Puncho d'Agast au-dessus de la ville de Millau, Aveyron, France.